# فخرفروش (فیلم)
فخرفروش (انگلیسی: The Snob) فیلمی در ژانر درام است که در سال ۱۹۲۴ منتشر شد. از بازیگران آن می‌توان به جان گیلبرت، نورما شیرر، کنراد نیگل، و هدا هاپر اشاره کرد.